# كريستوفر ف. بورن
كريستوفر ف. بورن (بالإنجليزية: Christopher F. Burne)‏ ملازم عام في القوات الجوية الأمريكية والقاضي المحامي العام الحالي للقوات الجوية.
شارك في حرب الخليج الثانية.